# ミジュウィズ

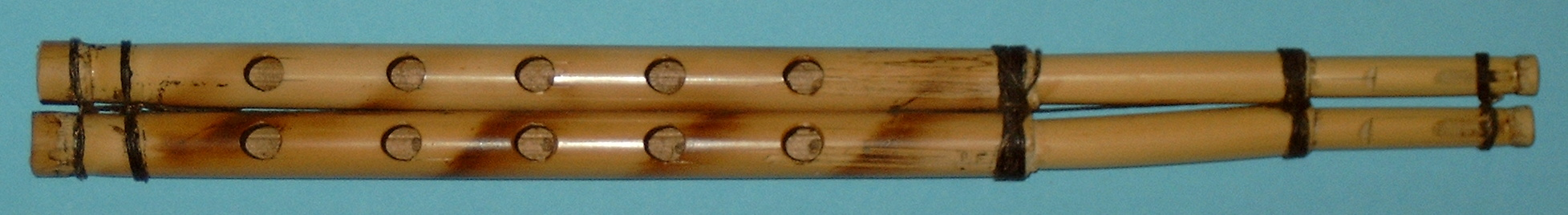
エジプトのミジュウィズ

ミジュウィズ(アラビア語: مجوز‎、DIN式発音記号: miǧwiz、英語：mijwiz)はパレスチナやレバノン、ヨルダン、シリアの伝統楽器である。この名前はアラビア語で「二重の」や「結婚した」を意味する。これはミジュウィズが2本の短い竹にそれぞれシングルリードを付けた木管楽器である為である。ミジュウィズは同じ長さの2本の筒から成り、それぞれ5から6の小さい指孔がある。循環呼吸と呼ばれる特殊な演奏技術が必要であり、息継ぎの為に音が途切れる事が無い。ミジュウィズはエジプトやレバントでベリーダンスやダブケの伴奏に用いられ、レバントでは民族的ラインダンスにも用いられる。ミジュウィズは今日レバント(ヨルダン、レバノン、イスラエル、パレスチナ、シリア)やエジプトで最も人気がある。多くの人気民謡の録音にミジュウィズが参加したり、歌詞に楽器の名前が入ったりする。有名な一例がレバノンのダブケの歌でサバー(1927年～2014年)が歌う「ジーブ・エル・ミジュウィズ・ヤ・アッボウドゥ」である。(アラビア語:  جيب المجوز يا عبّود‎)。